# Colin Hodgkinson

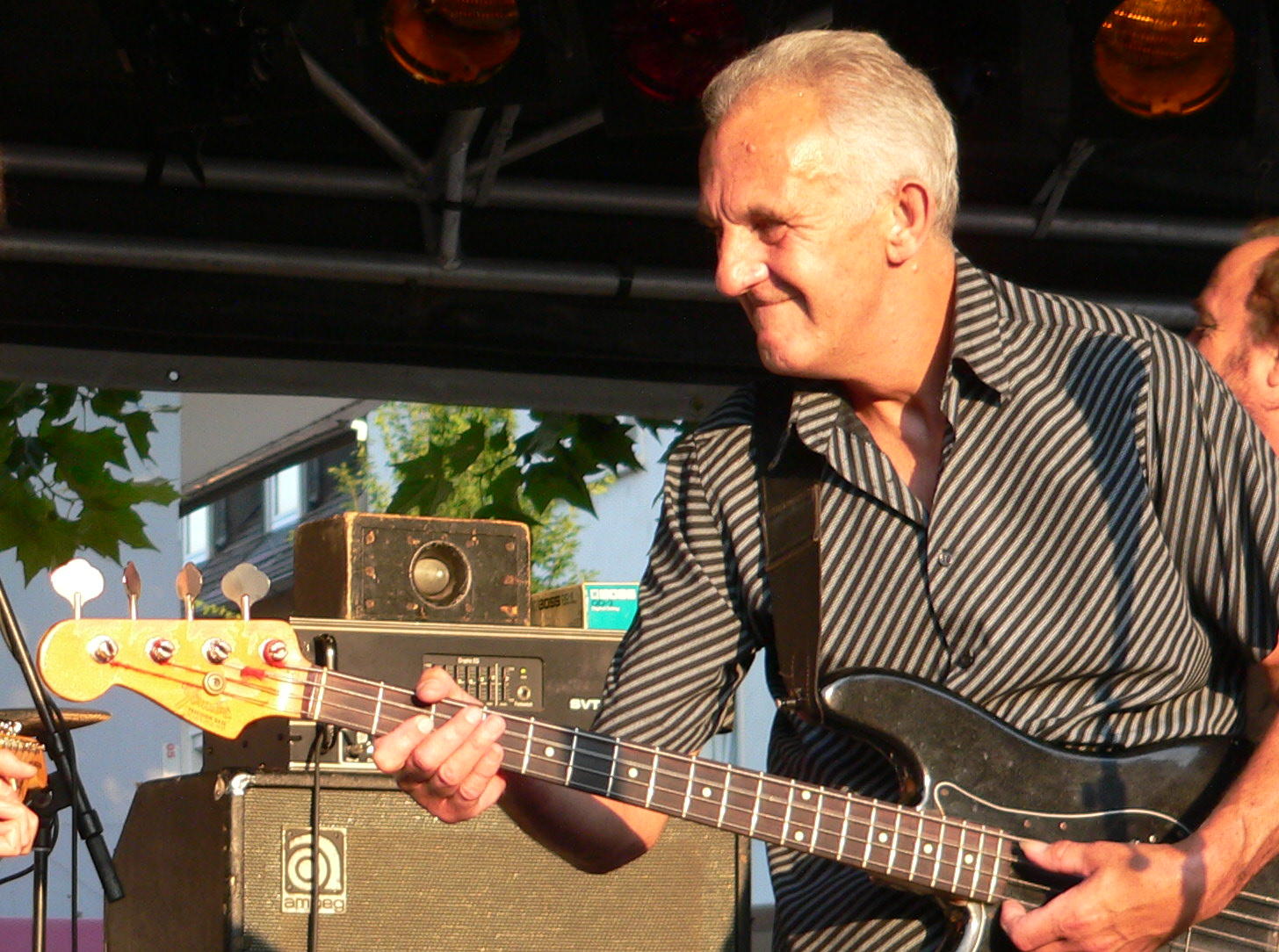
Colin Hodgkinson (Neckarsulm 2006)

Colin Hodgkinson (* 14. Oktober 1945 in Peterborough, Cambridgeshire, England) ist ein britischer Bassist von internationalem Renommee, der wegen seiner ungewöhnlichen Spielweise eines diffizilen Akkordspiels und seiner ausgewiesenen Virtuosität bei vielen großen Produktionen der Jazz-, Blues- und Rockmusik mitwirkte. Hodgkinson ist Linkshänder.

## Leben und Wirken

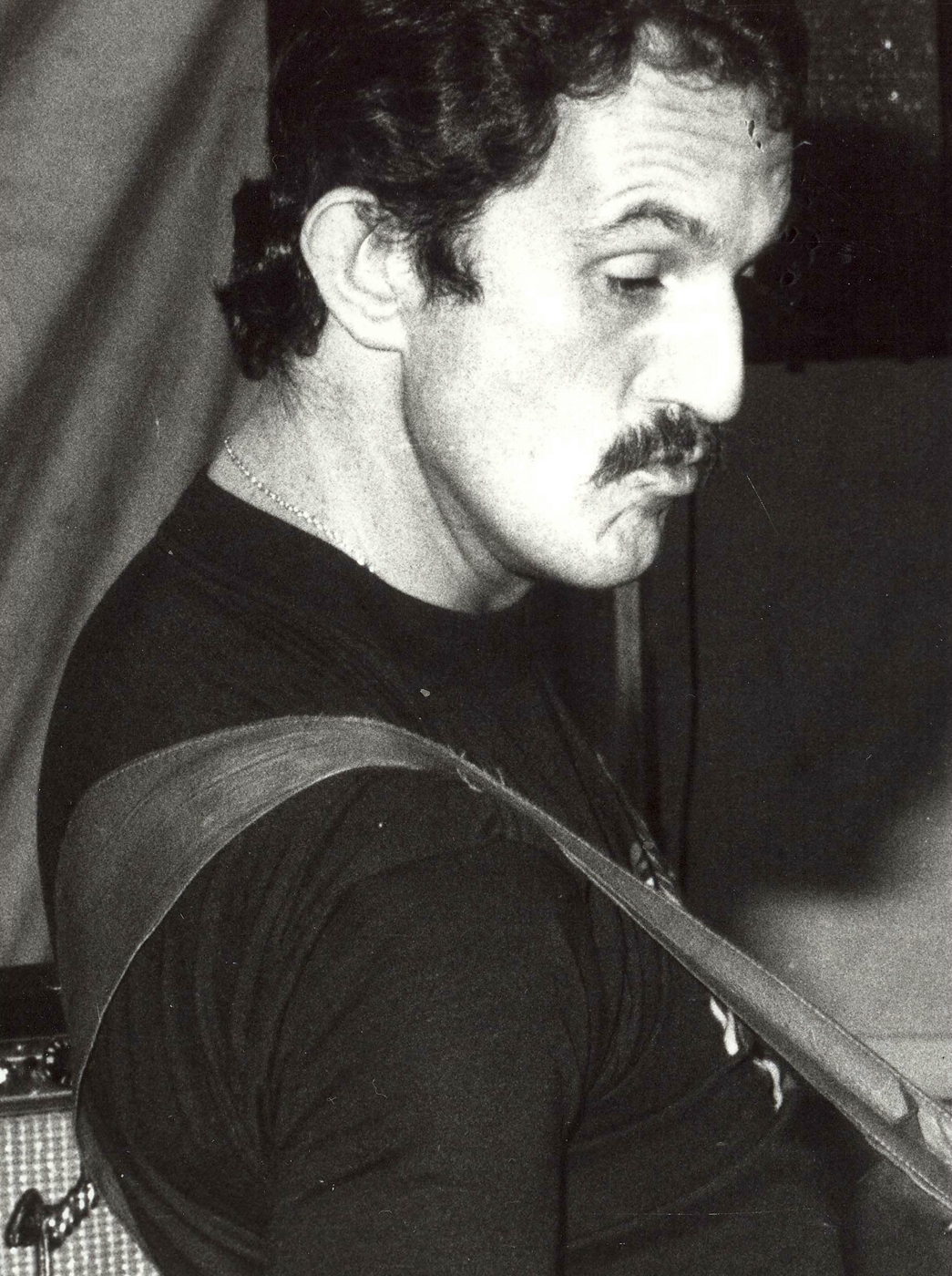
Hodgkinson, 1980

Hodgkinson, auch bekannt als Colin „Bomber“ Hodgkinson, begann seine Karriere als Profimusiker 1966. 1969 spielte er in der Band von Alexis Korner, die das legendäre Konzert der Rolling Stones im Londoner Hyde Park eröffnete. 1970 erschien das Album Both Sides unter dem Bandnamen New Church.
1971 gründete Hodgkinson mit Ron Aspery (Keyboards, Flöte, Saxophon) und Tony Hicks (Schlagzeug) die Jazzrock-Formation Back Door. Ihr Debütalbum war 1972 ein Überraschungserfolg. 1974 gingen sie mit Emerson, Lake and Palmer auf Welttournee. Nach Umbesetzungen löste sich die Band 1977 auf.
1979 spielte Hodgkinson wieder bei Alexis Korner. Die beiden traten auch als Duo Alexis & Colin auf. Ein Auftritt 1980 in Paris wurde aufgenommen und erschien später auf verschiedenen Alben. Zur gleichen Zeit spielte Hodgkinson auch in der Band von Jan Hammer und ist auf dem Album Hammer von 1979 zu hören. 1981/82 kamen zwei Alben unter dem Namen Schon & Hammer heraus – die Band bestand aus Colin Hodgkinson (Bass), Jan Hammer (Keyboards) und Neal Schon (Gitarre).
Anfang der 1980er spielte Hodgkinson zeitweise bei Rocket 88, einer von Charlie Watts zusammengestellten Supergruppe, und beim Olympic Rock & Blues Circus von Pete York. 1982 war er mit Jan Hammer auf Tour und begann bei Whitesnake zu spielen.
Zwischen 1986 und 2019 trat Hodgkinson mit Frank Diez (Gitarre) als Electric Blues Duo auf. Als solches produzierten sie sieben Alben und gaben weit über 1300 Konzerte im In- und Ausland. In dieser Zeit gab es auch mehrfach kurzzeitige Wiederbelebungen der Spencer Davis Group mit Hodgkinson, ein Trio mit Hodgkinson, Pete York und Brian Auger sowie eine Neuauflage von Back Door. 1986 war Hodgkinson mit Chris Farlowe auf Tour, 1987 mit Konstantin Wecker und 1988 wieder mit Pete York.
In den 1990ern spielte Hodgkinson mehrmals in der Band von Peter Maffay, hatte ein Projekt zu Ehren von Peter Green, Green & Blues, bildete mit Miller Anderson und Tony Hicks ein Trio, spielte in der Gemini Band von Jon Lord sowie in der Hell Blues Band mit Bernie Marsden. Hodgkinson war von 2006 bis 2013 Mitglied der Band The British Blues Quintet (mit Maggie Bell, Zoot Money, Frank Diez und Colin Allen), mit der er im November 2007 das Album Live in Glasgow (Recorded at the Ferry) aufnahm. Im Februar 2008 tourte Colin Hodgkinson mit Chris Rea und seinem Band-Earbook-Projekt, The Return of the Fabulous Hofner Bluenotes. Ab 2011 war er Mitglied im Jon Lord Blues Project.
Von Dezember 2013 bis Ende 2024 war er festes Bandmitglied der britischen Rockband Ten Years After. Im September 2024 gab die Band bekannt, dass sie in dieser Besetzung keine weitere Zusammenarbeit mehr plane und Schlagzeuger Ric Lee bereits an einem vollkommen neuen Lineup arbeite.

## Equipment
Hodgkinson spielt seit seinem 17. Lebensjahr vornehmlich einen, über die Jahre mehrfach überarbeiteten, Fender Precision Bass aus dem Jahr 1962. Darüber hinaus besitzt er einen 1963er Sunburst Fender Precision Bass als Ersatzinstrument, sowie einen 1988er Warwick Thumb 5-String fretless Bass. Grundsätzlich verwendet er Saiten des Herstellers Rotosound.
Als Verstärker benutzt Hodgkinson einen Ampeg SVT mit 8×10 CAB sowie MARK und AER Combos.

## Diskografie

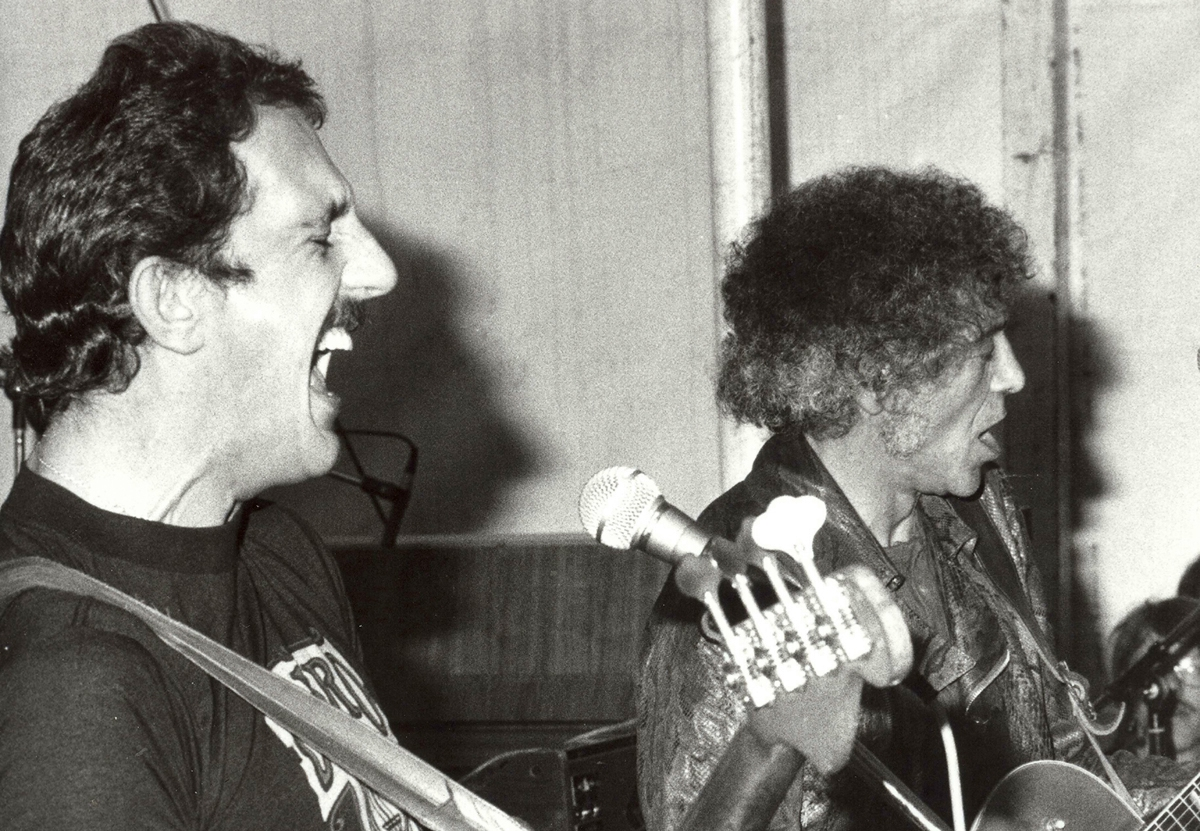
Duo Alexis & Colin, 1980

Nachfolgend ein Auszug aus dem umfangreichen Schaffenswerk (nach eigenen Angaben etwa 150 Tonträger und Produktionen) von Colin Hodgkinson.
Back Door
- 1972: Back Door
- 1973: 8th Street Nites
- 1975: Another Fine Mess
- 1976: Activate
- 2003: Askin’ the way

Alexis Korner
- 1970: Both Sides
- 1971: Alexis Korner
- 1972: Bootleg
- 1974: Alexis Korner
- 1975: Meets Jack Daniels
- 1975: Get Off of My Cloud
- 1978: Just Easy
- 1979: The Party Album
- 1984: Juvenile Delinquent
- 2000: Testament (rec. live 1980, Paris)

Jan Hammer
- 1979: Hammer

Jan Hammer and Neal Schon
- 1981: Untold Passion
- 1982: Here to Stay

Cozy Powell
- 1983: Octopuss

Whitesnake
- 1984: Slide It In (UK release)

Spencer Davis
- 1984: Live Together (Waldkirch)

Mick Jagger
- 1985: She’s the Boss

Konstantin Wecker
- 1986: Wieder dohoam
- 1987: Wecker & Die Band - Live
- 1988: Ganz schön Wecker

Peter Maffay
- 1990: Leipzig
- 1991: 38317

Miller Anderson
- 1997: Celtic Moon

Solo
- 1998: Bottom Line

Electric Blues Duo (mit Frank Diez)
- 1986: Bitch
- 1989: Make Mine a Double
- 1992: Live (mit der Bigband des Hessischen Rundfunks)
- 1995: Out on the Highway
- 1997: Lucky at Cards
- 2006: The last fair Deal – 20 years Electric Blues Duo
- 2010: LIVE! L’Inoui Luxembourg

Frank Diez
- 2000: Stranded on Fantasy Island

Paul Vincent u. a.
- 2000: Rockin’ Bach

The British Blues Quintet
- 2007: Live in Glasgow

Colin Hodgkinson Group
- 2008: Backdoor Too!

Chris Rea
- 2008: The Return of the Fabulous Hofner Bluenotes

Jon Lord Blues Project
- 2011: Live

Ten Years After
- 2017: A Sting In The Tale

## Auszeichnungen
Im Jahr 2024 erhielt Hodgkinson den Blues-Louis, eine Auszeichnung, die jährlich im Rahmen des renommierten Lahnsteiner Bluesfestivals für außerordentliche Verdienste um die Bluesmusik vergeben wird.